# Mr. Mugwump's Hired Suit
Mr. Mugwump's Hired Suit è un cortometraggio muto del 1910 diretto da Frank Wilson.

## Trama
Per poter andare a un ballo, Mr. Mugwump noleggia l'abito. Ma viene scambiato per un ladro.

## Produzione
Il film fu prodotto dalla Hepworth.

## Distribuzione
Distribuito dalla Hepworth, il film - un cortometraggio di 198,12 metri - uscì nelle sale cinematografiche britanniche nel giugno 1910.
Si conoscono pochi dati del film che, prodotto dalla Hepworth, fu distrutto nel 1924 dallo stesso produttore, Cecil M. Hepworth. Fallito, in gravissime difficoltà finanziarie, il produttore pensò in questo modo di poter almeno recuperare il nitrato d'argento della pellicola.